# Абіул
Абіу́л (порт. Abiul) — район (фрегезія) в Португалії, входить до округу Лейрія. Є складовою частиною муніципалітету Помбал. За старим адміністративним поділом входив до провінції Бейра-Літорал. Входить до економіко-статистичного субрегіону Пиньял-Літорал, який входить до Центральний регіон. Населення становить 3090 осіб на 2001 рік. Займає площу 53,16 км².
Покровителем району вважається Діва Марія (порт. Nossa Senhora das Neves).
| Португалія | Це незавершена стаття з географії Португалії. Ви можете допомогти проєкту, виправивши або дописавши її. |